# Gernröder Weg 9 (Quedlinburg)

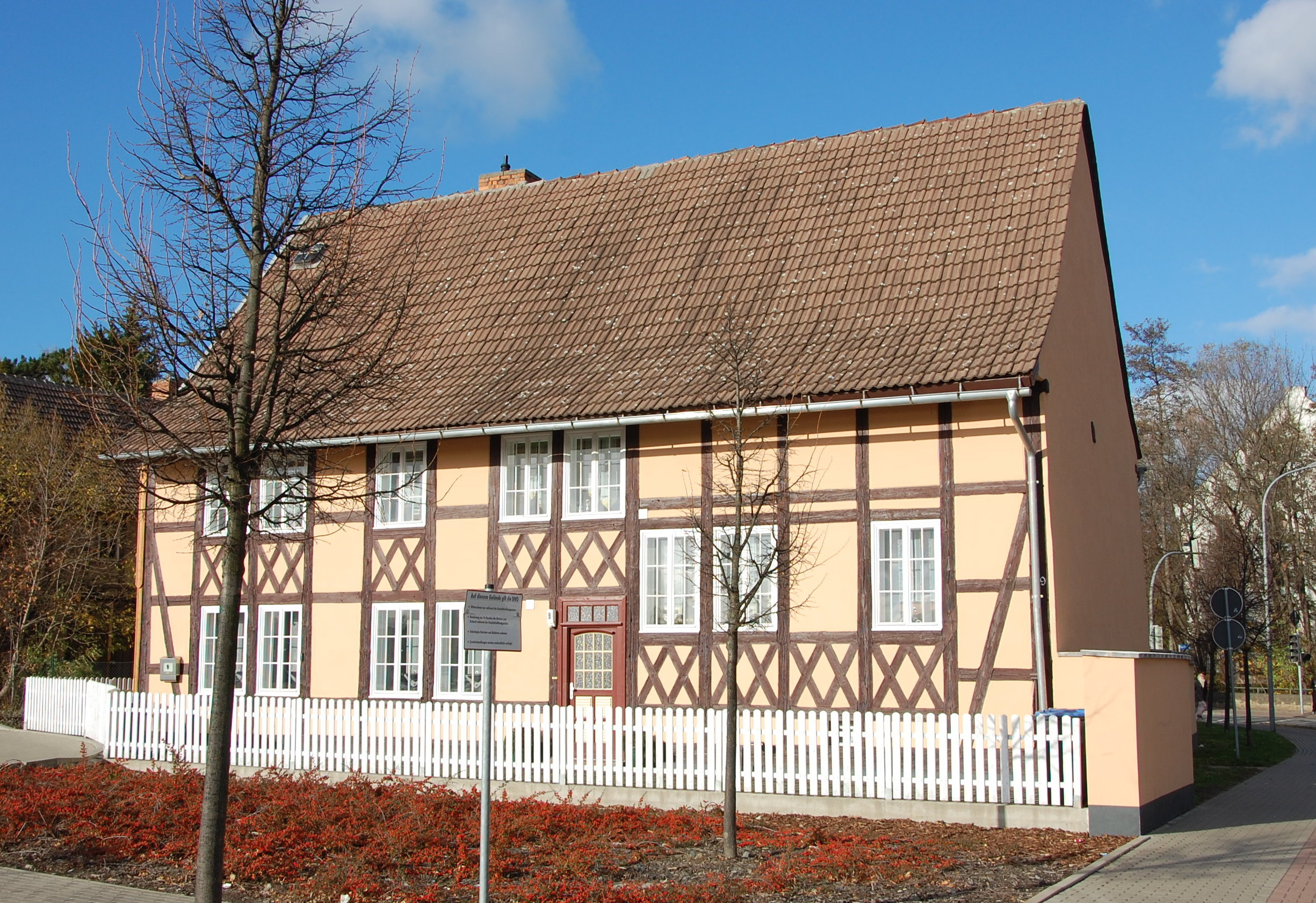
Haus Gernröder Weg 9

Das Haus Gernröder Weg 9 ist ein denkmalgeschütztes Gebäude in der Stadt Quedlinburg in Sachsen-Anhalt.

## Lage
Es liegt südwestlich der historischen Quedlinburger Altstadt. Im Quedlinburger Denkmalverzeichnis ist es als Wirtschaftshof eingetragen. 

## Architektur und Geschichte
Das Fachwerkhaus stammt vermutlich in seinem Kern aus dem 18. Jahrhundert. Das Grundstück diente ursprünglich als Standort einer Ziegelei vor der Stadt. Die heutigen Gebäude des Anwesens sind über Eck in L-Form angeordnet. In den 1930er Jahren erfolgte eine Erneuerung und Umgestaltung des Hauses. In den Brüstungsfeldern des Fachwerks finden sich doppelte Andreaskreuze.
Anfang des 21. Jahrhunderts wurde, wohl im Zusammenhang mit der Anlegung eines Einkaufszentrums südwestlich des Hauses, die Hausnummerierung verändert. Bis dahin trug das Gebäude die Hausnummer 6.